# Берівой
Берівой (рум. Berivoi) — село у повіті Брашов в Румунії. Входить до складу комуни Реча.
Село розташоване на відстані 170 км на північний захід від Бухареста, 50 км на захід від Брашова.

## Населення
За даними перепису населення 2002 року у селі проживали 713 осіб.
Національний склад населення села:
| Національність | Кількість осіб | Відсоток |
| -------------- | -------------- | -------- |
| румуни         | 638            | 89,5%    |
| цигани         | 67             | 9,4%     |
| угорці         | 8              | 1,1%     |

Рідною мовою назвали:
| Мова      | Кількість осіб | Відсоток |
| --------- | -------------- | -------- |
| румунська | 681            | 95,5%    |
| циганська | 31             | 4,3%     |